# Louise av Lorraine

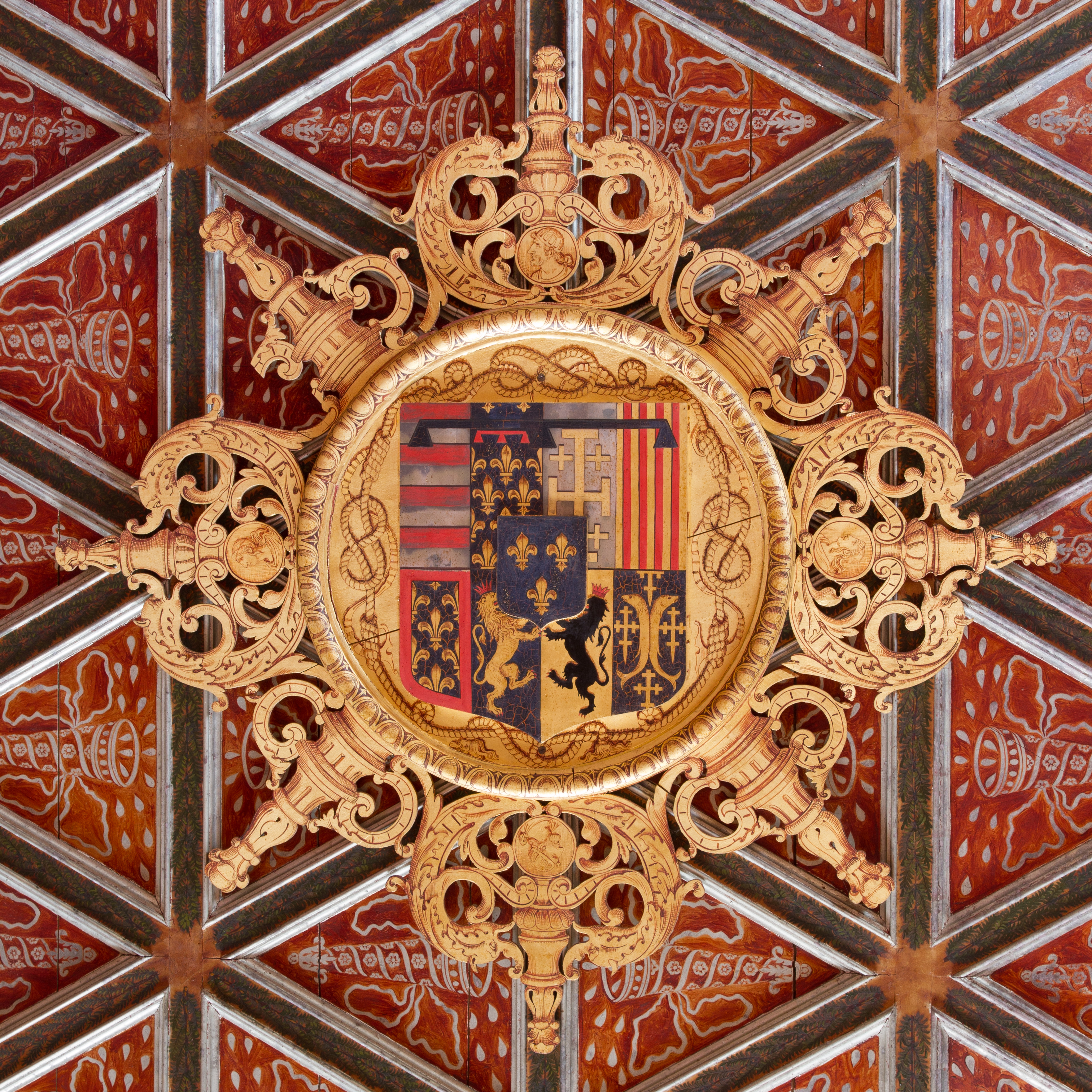
Louises vapen i taket i De fem drottningarnas sal på Château de Chenonceau.

Louise av Lorraine-Vaudemont, född 13 februari 1553, död 2 augusti 1601, drottning av Frankrike genom giftermål med kung Henrik III av Frankrike 1575. 

## Biografi

### Familj och uppväxt
Louise var dotter till Nicolas, hertig av Mercoeur, en yngre son till hertigen av Lorraine, och Marguerite d'Egmont. Hennes far och styvmor tyckte inte om henne och hon hade en olycklig barndom, hunsad av sin familj.

### Bröllop
Kung Henrik valde själv ut Louise till brud eftersom hon liknade hans kärlek Marie de Clèves. Henrik hade sett henne för första gången då han 1574 hälsade på hennes farbror, som var gift med hans syster, och lagt märke till att Louise påminde om Clèves. Han ville först genomdriva en skilsmässa för Clèves så han kunde gifta sig med henne, men då hon dog, gifte han sig i stället med Louise 1575. Han arrangerade själv äktenskapet mot hovets vilja och skickade sin rådgivare Cheverny för att underrätta hennes familj om hans beslut, och de ska då omedelbart och generat ha bugat och nigit för henne. Äktenskapet orsakade förvåning, eftersom Louise inte ansågs ha tillräcklig status för att bli drottning.
Louise lär ha avgudat Henrik, som tyckte om att skämma bort henne, designa hennes kläder, klä henne och frisera henne: deras bröllop blev uppskjutet från morgonen till kvällen därför att Henrik var upptagen med att frisera hennes hår. 

### Drottning av Frankrike
Louise beskrivs som tyst, pliktmedveten, dygdig och mjuk, och hon blev omtyckt av allmänheten som drottning. Hennes svärmor Katarina av Medici fruktade att Louise skulle bli en agent för sin familj vid hovet, men då detta inte visade sig stämma, började Katarina uppskatta sin svärdotters ödmjuka personlighet. 
Kungaparet fick inga barn, vilket gjorde Louise deprimerad och orolig, och hon ägnade sig åt pilgrimsfärder och böner för att lösa barnlösheten. Mellan 1579 och 1586 gjordes flera sådana pilgrimsfärder, framför allt till Chartres.
Louise var en synlig drottning som oftast fanns vid Henriks sida och närvarade vid fester, mottagningar och ceremonier, som då hon lade grundstenen till Pont Neuf 1578. Som drottning var hon dock inte politiskt aktiv, men hon närvarade vid rådsmöten, tog emot ambassadörer i sina egna rum och presiderade vid öppnandet av rådsförsamlingen.       

### Änkedrottning och död
Louise befann sig på Château de Chenonceau då Henrik mördades i augusti 1589. Hon fick en chock och levde resten av sitt liv tillbakadraget i vita sorgkläder på slottet Chenonceau, och kallades därför "Den vita drottningen". Henrik hade blivit bannlyst av kyrkan efter kardinal de Guises död. År 1594 krävde hon officiellt vid en ceremoni i Nantes att Henriks namn skulle rehabiliteras.
Louise dog i Moulins, Allier, 1601 och begravdes i franciskanerklostret. 1817 flyttades hennes kvarlevor till klosterkyrkan Saint-Denis, där även hennes make vilar. På hennes gravsten står skrivet att hon även var drottning av Polen, men hennes make förlorade den polska tronen innan äktenskapet ingicks. 